# Bokovszkajai járás
A Bokovszkajai járás (oroszul: Боковский муниципальный район) Oroszország egyik járása a Rosztovi területen. Székhelye Bokovszkaja.

## Népesség
- 1989-ben 19 212 lakosa volt.
- 2002-ben 16 111 lakosa volt.
- 2010-ben 15 085 lakosa volt, melyből 13 840 orosz, 225 cigány, 176 csecsen, 163 örmény, 154 ukrán, 114 dargin, 58 fehérorosz, 32 kazah, 25 moldáv, 24 azeri, 22 tatár stb.